# フランス保護領カンボジア

カンボジア王国
ព្រះរាជាណាចក្រកម្ពុជា (クメール語)
Royaume du Cambodge (フランス語)

フランス保護領カンボジアの位置

フランス保護領カンボジア（フランスほごりょうカンボジア、クメール語: ប្រទេសកម្ពុជាក្រោមអាណាព្យាបាលបារាំង、フランス語: Protectorat français du Cambodge）は、フランス植民地帝国内の東南アジアの保護領であるフランス領インドシナ内の保護領であったときのカンボジア王国を指す。保護領は、1863年にカンボジア王ノロドムが自国にフランスの保護領を設立するよう要求したときに設立された。一方、シャム（現在のタイ）はカンボジアに対する宗主権を放棄し、フランスによるカンボジアのフランスの保護国化を公式に承認した。
カンボジアは、1887年にフランスの植民地およびベトナムの保護領（コーチシナ、アンナン、トンキン）と共にフランス領インドシナに統合された。1946年、カンボジアはフランス連合内での自治を認められ、1949年に保護領の地位が廃止された。その後カンボジアは独立を果たし、11月9日は独立記念日として祝われるようになった。

## フランス統治開始
19世紀、カンボジア王国は、ベトナムの阮朝からの影響力が高まり、国の東部を脅かす一方で、アンコールを含む西部の州を併合したシャム王国（ラタナコーシン朝）の従属国となった。フランスが1862年にコーチシナ（現在のベトナム南部）に植民地を設立した後、カンボジアの国王ノロドムは王国のフランスによる保護国化を要請した。当時コーチシナの植民地総督であったピエール＝ポール・ド・ラ・グランディエールは、フランスの支配をベトナム全体に拡大する計画を実行しており、カンボジアをベトナムとシャムにおけるフランスの領土の間の緩衝材と見なしていた。
1863年8月11日、ノロドムはカンボジア王国をフランスが保護することを認める条約に署名した。条約の下で、カンボジアの君主制の存続が認められたが、権力の大部分はプノンペンに収容される統監に与えられた。また、フランスはカンボジアの外交および貿易関係を担当し、軍事的保護を提供することになっていた。フランスがカンボジアのバッタンバン州を割譲し、タイがアンコールを支配することを認めた後、サイアムは後に保護領を認めた。

## フランスの植民地支配

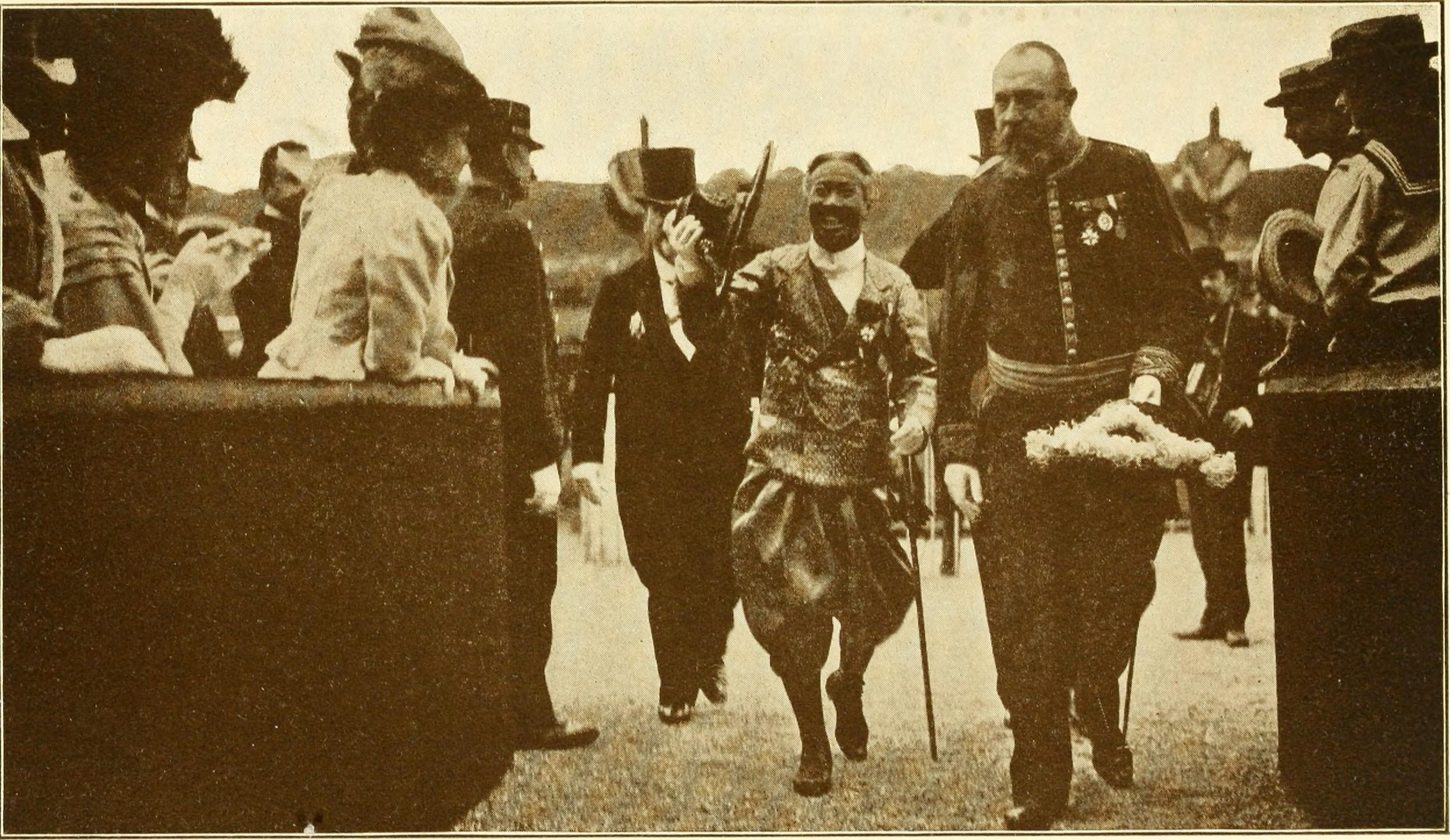
1911年にフランスの役人に挨拶するシソワット王。

フランス領インドシナ全体の総督府は、1902年に首都がハノイに移るまでサイゴンに置かれていた。フランス領インドシナの構成国であるカンボジアは、パリの海洋および植民地省によって直接任命されたカンボジアのレジデント・スペリウール（統監）によって統治されていた。統監は、バッタンバン、ポーサット、オドン、シェムリアップなどのすべての州の中心部に配置された住民または地方知事の支援を受けた。また、首都プノンペンは総督府の直轄地であった。

### 1885年-1887年の反乱
カンボジアにおけるフランスの統治の最初の数十年には、君主の権力の縮小や奴隷制度の廃止など、カンボジアの政治に対する数多くの改革が含まれていた。1884年、コーチシナ総督のチャールズ・アントワーヌ・フランソワ・トムソンは、プノンペンの王宮に小規模な部隊を派遣することで、君主を打倒し、カンボジアに対するフランスの完全な支配を確立しようと試みた。フランス領インドシナ総督がカンボジア人との衝突の可能性を理由に完全な植民地化を阻止し、君主の権力が表看板のように縮小されたため、この運動はわずかな成功に留まった。
ノロドムの異母兄で王位継承者であったシ・ヴォタは、シャムへの亡命からの帰国後の1885年、フランスの支援を受けたノロドムを処分するために反乱を起こした。ノロドム・フランス反対派からの支持を集め、カンボジアのジャングルやカンポットを中心に反乱を起こし、オクニャ・クラーラホム・コンが抵抗軍を率いた。その後、フランス軍はノロドムに協力し、カンボジア人の武装解除と保護領の最高権力者である統監を認めるという合意のもとにシ・ヴォタを討伐した。オクニャ・クララホム・コンはプノンペンに呼び戻され、ノロドムとフランス政府関係者と和平について話し合ったが、フランス軍に捕らえられた。彼はその後殺害され、反乱は公式に終結した。

### 行政再編

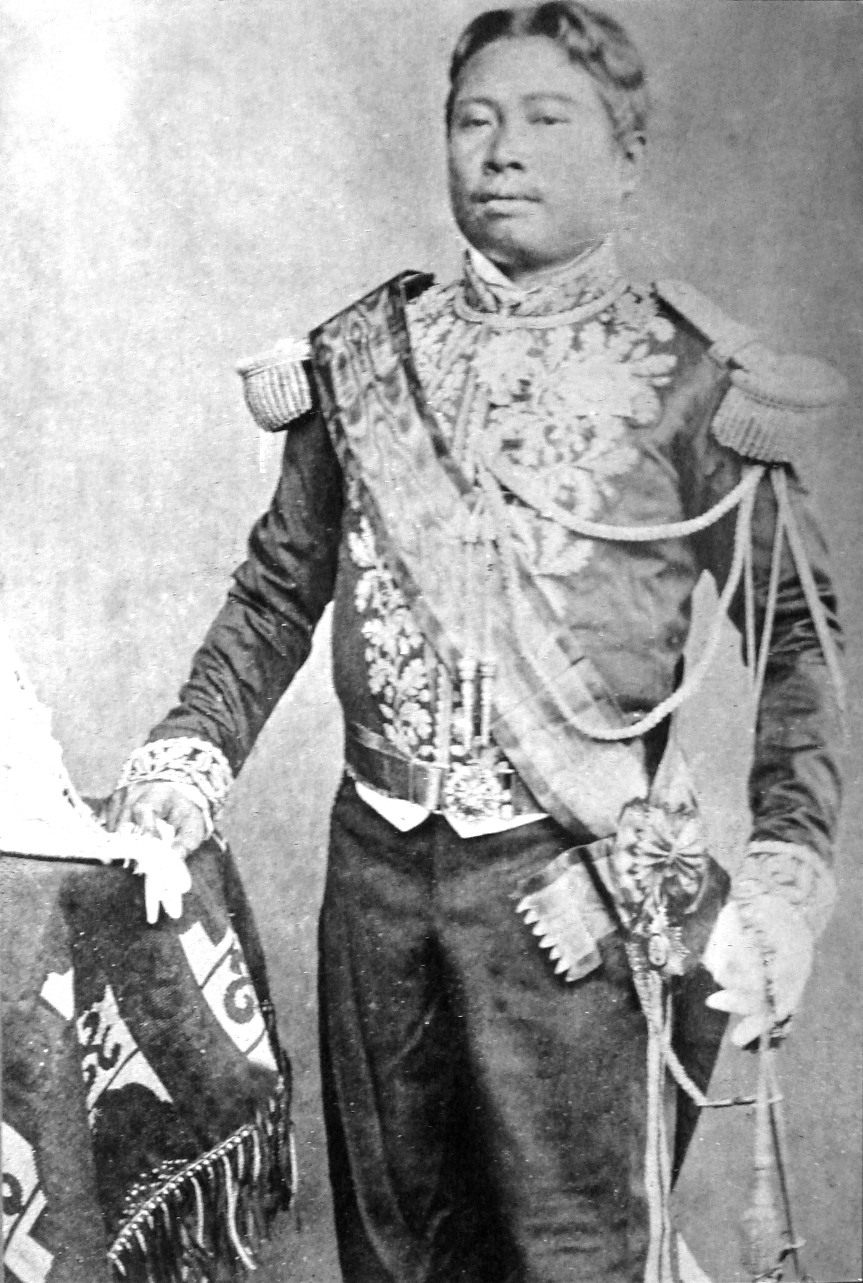
シャムの圧力から逃れるため、1863年にカンボジアを保護国にするためにフランスに申し入れを始めた君主であるノロドム王

1896 年、フランスと大英帝国は、インドシナ、特にシャムに対する互いの影響範囲を認める協定に署名した。この協定の下で、シャムはバッタンバン州を現在フランスが支配するカンボジアに返還しなければならなかった。この協定は、フランス・シャム戦争でのフランスの勝利とシャム東部へのフランスの影響に続いて、1893年に追加されたラオスだけでなく、ベトナム（コーチシナの植民地とアンナムとトンキンの保護領を含む）、カンボジアに対するフランスの支配を認めた。フランス政府は後に植民地に新しい行政ポストを配置し、同化プログラムの一環としてフランスの文化と言語を地元の人々に紹介しながら、経済的に発展させ始めた。
1897年、統監は現在のカンボジア国王であるノロドムはもはや統治にふさわしくないとパリに訴え、税金を徴収し、布告を発し、さらには王室の役人を任命し、国王を選ぶ王の権限を引き継ぐ許可を求めた。その時以来、ノロドムと将来のカンボジアの王たちは表看板であり、カンボジアの仏教の守護者にすぎなかったが、彼らは依然として農民の人口によって神の王と見なされていた。他のすべての権力は、総督と植民地官僚の手にありった。この官僚機構は主にフランスの役人によって形成され、政府への参加を自由に許可された唯一のアジア人は、インドシナ連合で支配的なアジア人と見なされていた民族のベトナム人であった。

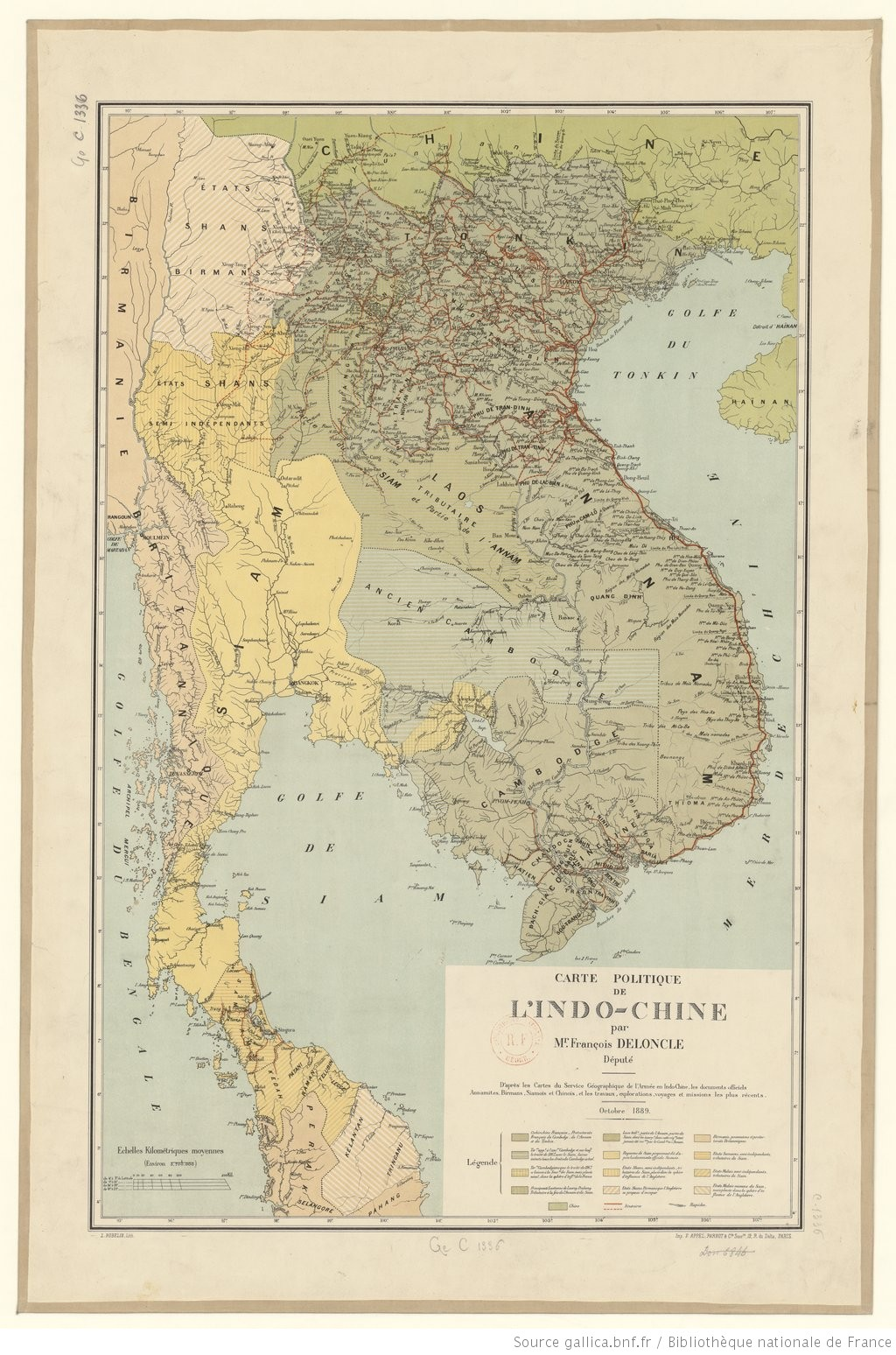
フランス領インドシナの地図（1889年10月）

1904年、ノロドムが亡くなり、フランス人はノロドムの息子たちに王位を譲るのではなく、ノロドムの兄弟であるシソワットに王位を譲った。シソワットはノロドム家の分家であり、ノロドム家より服従的で、親仏であった。同様に、ノロドムはフランスの支配に対するカンボジアの絶え間ない反乱の責任があると見なされていた。もう1つの理由は、ノロドムのお気に入りの息子であり、王位継承を望んでいたユカントール王子が、ヨーロッパへの旅行中に、占領下のカンボジアにおけるフランスの残虐行為について世論を巻き起こしたことである。
その後、フランスは1902年と1904年に、シャムとの条約によってプリアヴィヒア州とチャンパーサック県をカンボジアに加え、バサック川を完全に支配することでカンボジア保護領の領土を拡大しながら支配を強化した。カンボジアがストゥントレン州の領有権を主張する以前の1904年には、カンボジアがチャンパーサックを譲り受け、ストゥントレン州をフランス保護領ラオスから獲得するという交換が行われた。その後、バタンバン州とシェムリアップ州をめぐるフランスとシャムの領土紛争により、1904年に偶然にもトラート県がフランスに併合されることになった。
フランスとシャムは、1907年のフランス・シャム条約に基づいて領土交換を行うことに同意した。これにより、フランスは18世紀後半まで元々はカンボジア領だったバタンバン州とシェムリアップ州を獲得した。これらの州の獲得は、インドシナにおけるフランスの領土拡大の最終段階となった。また、シャムは後にこの地域のイギリスと協力することになった。彼らはフランスの無秩序な拡大とシャムの支配がインドシナの権力のバランスを崩すことを恐れていた。

## フランス植民地時代の経済
もともと、より重要なベトナムの植民地とシャムの間のフランスの緩衝地域として機能していたカンボジアは、当初、経済的に重要な地域とは見なされていなかった。植民地政府の予算は当初、主な歳入源としてカンボジアでの徴税に大きく依存しており、カンボジア人はインドシナのフランス植民地の中で1人当たりの税金を最も多く支払っていた。カンボジアにおけるフランス統治初期の貧しい、時には不安定な行政は、インフラと都市の成長がベトナムよりもはるかに遅く、村の伝統的な社会構造がまだ残っていることを意味した。
しかし、フランス・シャム戦争後にフランスの支配が強化されると、カンボジアの開発がゆっくりと進み、コメとコショウの収穫によって、経済の成長が可能になった。輸出を促進するために、特にバッタンバン州（西部）で土地の使用権を与えられた植民地の起業家によって、近代的な農業方法が導入された。
フランスの自動車産業が成長するにつれて、すでにコーチシナやアンナンにあるようなゴム農園がフランスの投資家によって建設され、運営された。経済の多様化は 1920 年代を通じて続き、トウモロコシや綿花も栽培された。経済の拡大と投資にもかかわらず、カンボジア人は依然として高い税金を払い続けており、1916年には減税を要求する抗議行動が勃発した。
インフラや公共事業もフランス統治下で整備され、道路や鉄道もカンボジア領内に建設された。最も注目すべきは、プノンペンとタイ国境のバッタンバンを結ぶ鉄道である。
産業は後に発展したが、主に地元での使用または輸出のために原材料を処理するように設計された。近隣のイギリス領ビルマやイギリス領マラヤと同様に、重要な経済的地位を占めるカンボジア人に対するフランスの差別により、外国人が経済の労働力を支配していた。多くのベトナム人がゴム農園で働くために採用され、後に移民は漁師やビジネスマンとして植民地経済で重要な役割を果たした。中国系カンボジア人は商業に大きく関与し続けたが、より高い地位はフランス人に与えられた。

## クメール民族主義の出現
ベトナムとは異なり、カンボジアのナショナリズムは、主に教育の影響が少ないためにフランス統治期間の多くの間、比較的静かなままであった。しかし、フランスで教育を受けたカンボジアのエリートの間では、西側の民主主義と自治の考え方、そしてフランスによるアンコール・ワットなどのモニュメントの修復が、過去のカンボジアのかつての強力な地位に対する誇りと意識を生み出した。
教育現場でも、少数民族であるベトナム人が優遇されていることにカンボジア人学生の間で反発が強まっていた。1936年、ソン・ゴック・タインとパック・チュンは、フランス語の反植民地、時には反ベトナムの新聞としてナガラヴァッタ（Notre cité）の発行を開始した。1940年、タイに住むカンボジア人の間で、クメール・イッサラクを中心とする小規模な独立運動が展開され始めた。彼らは、母国で活動すれば処罰されることを恐れていた。

## 第二次世界大戦時のカンボジア

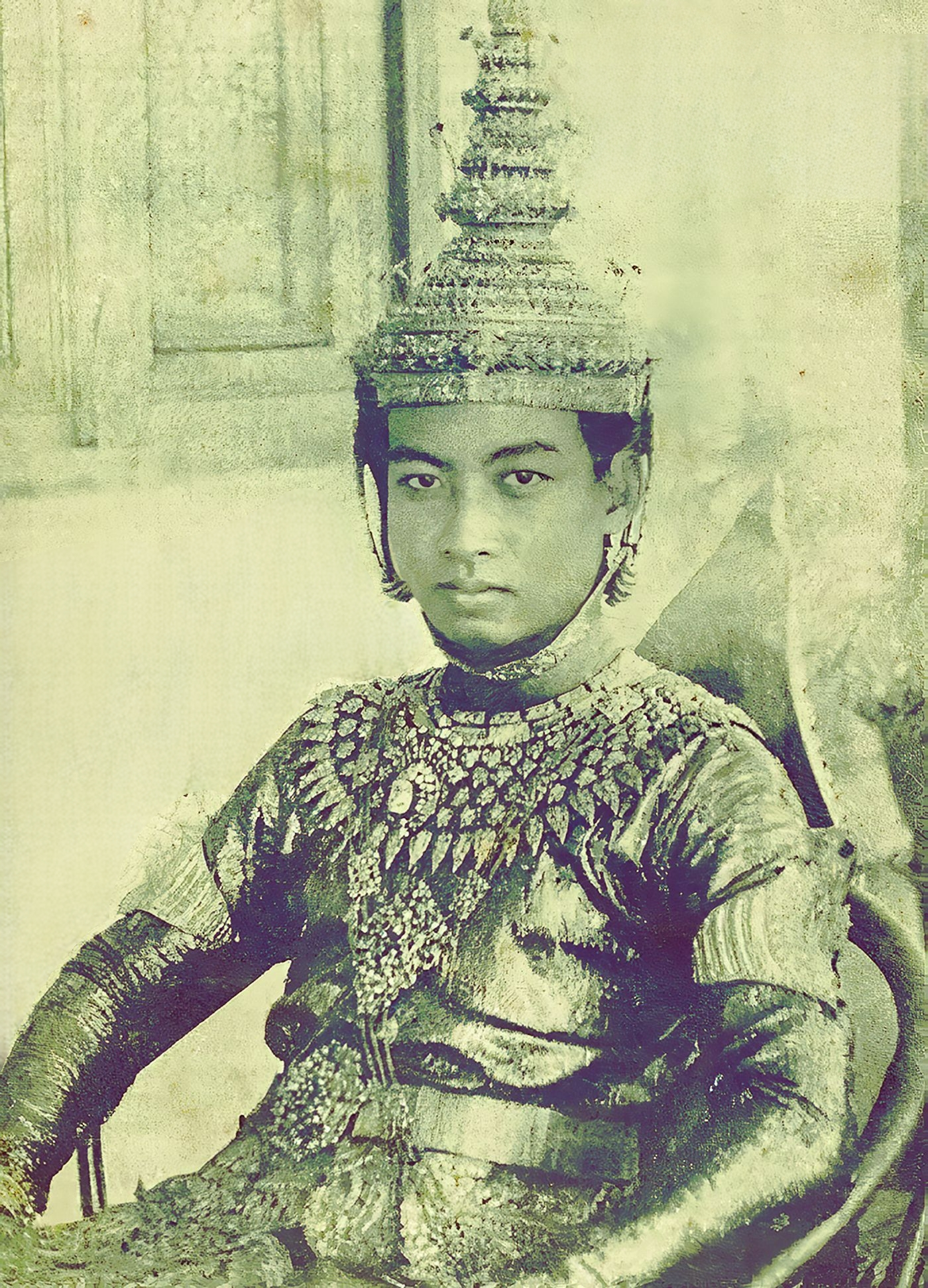
1941年の戴冠式でのノロドム・シハヌーク

1940年のフランス陥落後、カンボジアとフランス領インドシナの残りの部分は、枢軸国の傀儡であるヴィシー・フランス政府によって支配され、日本はフランス領インドシナへ侵攻し、日本軍が駐留しているにもかかわらず、ヴィシー政府の植民地の当局者がその管理職にとどまることを許可した。1940年12月、タイ・フランス領インドシナ紛争が勃発し、日本が支援するタイ軍に対するフランスの抵抗にもかかわらず、日本はフランス当局にバッタンバン、シソポン、シェムリアップ（シェムリアップの町を除く）、プレアビヒア州をタイに割譲するよう強制した。

1942年時点での大日本帝国の地図

「アジア人のためのアジア」という日本の呼びかけは、カンボジアのナショナリストの間で受容的な聴衆を見つけた。1942年7月、著名で政治的に活動的な仏教僧ヘム・チューが植民地民兵に扇動的な説教をしたとして逮捕された後、ナガラヴァッタの編集者は彼の釈放を要求するデモを主導した。ヴィシー当局はすぐにデモ参加者を逮捕し、ナガラヴァッタの編集者の1人であるPach Choeunに終身刑を言い渡した。もう一人の編集者、ソン・ゴック・タンはプノンペンから東京に逃亡した。
アジアにおけるヨーロッパの植民地の問題は、カイロ会議、テヘラン会議、ヤルタ会議の3つの会議で、ビッグ3の連合国の指導者、フランクリン・ルーズベルト、スターリン、チャーチルによって議論されたものの1つである。イギリス最大の植民地であるの　インド植民地に関して、ルーズベルトは終戦までにその独立を認める宣言をチャーチルに非常に強く求めたが、チャーチルはその圧力に断固として抵抗した。
アジアにおけるイギリス以外の植民地に関しては、ルーズベルトとスターリンはテヘランで、フランスとオランダが戦後アジア支配に復帰しないことを決定した。しかし、終戦前のルーズベルトの早すぎる死に続き、ルーズベルトの想定とは大きく異なる展開が続いた。イギリスはアジアにおけるフランスとオランダの支配の復帰を支持し、この目的のためにイギリスの指揮下でインド兵の派遣を組織した。
戦争の最後の数ヶ月間、日本は現地の支持を得ようとして、1945年3月9日にフランスの植民地政権を解体し、カンボジアに大東亜共栄圏での独立を宣言するよう促した（明号作戦）。4日後、国王シハヌークは独立カンプチア（カンボジアの元のクメール語の発音）を宣言した。ソン・ゴク・タンは5月に東京から帰国し、外務大臣に任命された。
日本が降伏した1945年8月15日、ソン・ゴク・タンを首相とする新政府が樹立された。連合軍が10月にプノンペンを占領したとき、タンは日本への協力を理由に逮捕され、フランスに亡命し、自宅軟禁されたままであった。彼の支持者の何人かは地下に潜り、タイが支配する北西カンボジアに逃れ、そこで最終的に独立派のクメール・イッサラクの軍と合流した。

## クメール統一のための闘争
終戦時のカンボジア情勢は混沌としていた。シャルル・ド・ゴール将軍率いる自由フランスは、インドシナを回復することを決意したが、彼らはカンボジアと他のインドシナ保護領に慎重に限定された自治を提供した。彼らは「文明化の使命」を持っていると確信し、フランス文化の共通の経験を共有した旧植民地のフランス連合にインドシナが参加することを思い描いた。しかし、都会のプロのエリートも庶民もこの取り決めには惹かれなかった。ほぼすべての職業のカンボジア人にとって、1945年3月から10月までの短い独立期間は楽しいものであった。クメール人の倦怠感は過去のものだった。
プノンペンでは、国家元首として行動するシハヌークは、彼をフランスの協力者と見なす党の政治家やクメール・イサラクとベトミンの支持者を無力化しようとする一方で、完全な独立のためにフランスと交渉するという微妙な立場に置かれた。1946年から1953年までの激動の時代に、シアヌークは1970年3月に権力の座から転落する前後に、彼を支えた政治的生き残りのための驚くべき適性を示した。クメール・イサラクは、国境地域で活動する極めて異質なゲリラ運動であった。
このグループには、先住民族の左派、ベトナムの左派、ソン・ゴック・タンに忠実な反君主主義民族主義者（クメール・セライ）、混乱を利用して村人を恐怖に陥れる平凡な盗賊が含まれていた。彼らの財産は戦後すぐに浮き沈みしたが（大きな打撃は1947年にバンコクで左翼の友好的な政府が転覆した）、1954年までにクメール・イサラクはベトミンと協力して活動し、いくつかの推定ではカンボジアの領土の50％を支配していた。
1946年、フランスはカンボジア人が政党を結成し、国の憲法の草案作成について国王に助言する諮問議会の選挙を行うことを許可した。2つの主要な政党は、いずれも皇太子が率いていた。 Sisowath Yuthevong王子が率いる民主党は、即時の独立、民主的改革、および議会政府を支持した。その支持者は、教師、公務員、仏教僧団の政治的に活動的なメンバー、および 1942 年にフランスによって閉鎖される前にナガラヴァッタのナショナリスティックな訴えに大きく影響された人々であった。
多くの民主党員は、クメール・イサラクの暴力的な方法に同情した。ノロドム・ノリンデス王子が率いる自由党は、大地主を含む昔の田舎のエリートの利益を代表していた。彼らは、フランスとの植民地関係を何らかの形で継続することを好み、段階的な民主的改革を提唱した。1946年9月に行われた諮問議会選挙で、民主党は67議席中50議席を獲得した。
議会で圧倒的多数を占める民主党は、フランス第4共和国の憲法をモデルにした憲法を起草した。権力は、一般に選ばれた国民議会の手に集中した。国王はしぶしぶ1947年5月6日に新しい憲法を宣言した。それは彼を「国家の精神的な元首」として認めた一方で、彼を立憲君主の地位にまで引き下げ、国家の政治において彼がどの程度積極的な役割を果たすことができるかは不明のままであった。しかし、シアヌークは後年、この曖昧さを有利に利用することになる。
1947年12月の国民議会選挙では、民主党が再び過半数を獲得した。それにもかかわらず、党内の不和は横行していた。その創設者であるシソワト・ユセボンは亡くなり、彼の後を継ぐ明確なリーダーは現れなかった。 1948年から1949年にかけて、民主党は、国王またはその任命者が後援する法律に反対するという点で団結しているように見えた。主要な問題は、1948年後半にフランスが提出した条約草案で提案された、フランス連合内での独立に対する国王の受容性であった。1949年9月に国民議会が解散された後、シアヌーク国王とフランス政府との間の書簡の交換を通じて、協定に関する合意に達した。それは2か月後に発効したが、国会で条約の批准が確保されることはなかった。
この条約は、シハヌークが「50 パーセントの独立」と呼んだものをカンボジアに与えた。これにより、植民地関係は正式に終了し、カンボジア人はほとんどの行政機能の支配権を与えられた。カンボジア軍は、第二次世界大戦後にタイから回収されたバッタンバン州とシェムリアブ州からなる自治自治区内での行動の自由を認められたが、フランスは他の場所で圧迫され、管理する資源を持っていなかった。しかし、カンボジアは依然としてフランス連合高等評議会との外交政策問題の調整を求められており、フランスは司法制度、財政、および慣習に対する重要な管理手段を保持していた。
自治区外での戦時中の軍事作戦の管理は、依然としてフランスの手に委ねられていた。フランスはまた、カンボジアの領地に軍事基地を維持することを許可された。1950年、カンボジアはアメリカとほとんどの非共産主義国から外交上の承認を受けたが、アジアではタイと韓国のみが承認した。
民主党は1951年9月の第2回国民議会選挙で過半数を獲得し、実質的にすべての面で国王に反対する政策を継続した。国民の承認をさらに得るために、シハヌークはフランス人に民族主義者のソン・ゴック・タンを亡命から解放し、彼の国に戻ることを許可するよう求めた。1951年10月29日、彼は意気揚々とプノンペンに入国した。しかし、彼がカンボジアからのフランス軍の撤退を要求し始めるまで、そう長くはかからなかった。
彼は1952年初頭、彼が創刊した週刊紙クメール クロック(Khmer Awake!) でこの要求を繰り返した。同紙は 3 月に発行中止を余儀なくされ、ソン・ゴック・タンは少数の武装信者を連れて首都から逃れ、クメール・イサラクに加わった。シハヌークによって共産主義者とアメリカ中央情報局（CIA）のエージェントの烙印を押され、ロン・ノルが1970年にクメール共和国を樹立するまで亡命生活を続けた。

## 独立運動
1952年6月、シハヌークは内閣の解任を発表し、憲法を停止し、首相として政府の支配権を握った。その後、明確な憲法上の制裁なしに、彼は国会を解散し、1953年1月に戒厳令を布告した。シハヌークは、1952年6月から 1955年2月までのほぼ3年間、直接統治を行った。議会の解散後、彼は議会に取って代わる諮問委員会を創設し、父親のノロドム・スラマリットを摂政に任命した。
1953年3月、シハヌークはフランスに行った。表向きは、彼は健康のために旅行していた。しかさ実際は、フランス政府に完全な独立を認めるよう説得するための集中的なキャンペーンを開始していた。当時のカンボジアの世論は、彼がすぐに完全な独立を達成しなければ、人々はその目標を達成するために全力を尽くしていたソン・ゴック・タンとクメール・イサラクに頼る可能性が高いというものであった。フランス大統領や他の高官との会談で、シハヌークは国内の政治状況について過度に「騒ぎ立てている」と示唆された。フランス人はまた、彼が非協力的であり続ければ、彼らが彼に取って代わるかもしれないという、薄く覆い隠された脅威を作った。旅は失敗に終わったように見えたが、シハヌークはアメリカ、カナダ、日本を経由して帰国する途中、メディアでカンボジアの窮状を公表した。
彼の「独立のための王室の十字軍」をさらに脚色するために、シハヌークは、フランスが完全な独立が認められるという保証を与えるまで、彼は戻ってこないと宣言した。その後彼は6月にプノンペンを離れ、タイに亡命した。バンコクでは歓迎されず、彼はシェムリアップ県のアンコール遺跡の近くにある王室の別荘に引っ越した。1949年に設立された自治軍事区域の一部であるシェムリアブは、著名になりつつあった元右翼政治家のロン・ノル中佐によって指揮され、やがて軍内で不可欠なシアヌーク同盟国となった。彼のシェムリアップ基地から、国王とロン・ノルは、フランス人が彼らの条件を満たさなかった場合の抵抗の計画を熟考した。
シハヌークは、フランス人が彼をもっと柔軟な君主に簡単に置き換えることができたので、賭け金を賭けていた。しかし、インドシナ全土で軍事状況が悪化し、フランス政府は1953年7月3日、カンボジア、ベトナム、ラオスの3つの州に完全な独立を認める用意があると宣言した。シハヌークは、国防、警察、裁判所、および財政問題の完全な管理を含む彼自身の条件を主張した。
フランスは降伏した。警察と司法は8月末にカンボジアの支配下に移され、10月には国は軍の完全な指揮権を握った。シハヌーク国王は国民の目には今や英雄であり、勝利を収めてプノンペンに戻り、1953年11月9日に独立記念日が祝われた。1954年に、財政や予算問題など、主権に影響を与える残余事項の管理は、新しいカンボジア国家に渡された。